# Trollwald
«Trollwald» — фолк-метал гурт із Білорусі, утворений 2015 року в Мінську.

## Історія
Гурт заснували 2015 року колишні учасники колективу Litvintroll.
2016 року вийшов дебютний мініальбом гурту «У гушчарах» (укр. У гущавинах).
2019 року планувався до виходу альбом, до якого було випущено три промо-треки, «Niawiesta», «Dwa troli» та «Trol bajstruk».
7 червня 2023 року вийшов дебютний повноформатний альбом «Trollwald» з десяти треків.

## Склад
- Павал Аленчик (ex-Litvintroll) — гітара
- Андрэй Горчаков (ex-Litvintroll) — клавішні
- Андрэй Апанович (ex-Litvintroll) — вокал, дуда, жалійка, цистра
- Георгій Булда — ударні (з 2016)
- Павал Дармел — бас (з 2017)
- Мікалай Столяр — духові (з 2017)
- Ігар Ройнік — гітара (з 2018)

###### Колишні учасники
- Аляксей Панкратович — бас (2015—2016)
- Генадзь Парахневич (ex-Litvintroll) — ударні (2015—2016)
- Аляксей Жабуронок (ex-Litvintroll) — гітара (2015—2017)
- Алесь Чумаков — духові (2015—2017)
- Яўген Мядзведскі — гітара (2017—2018)[5]

## Дискографія
- 2016 — «У гушчарах» (EP)[6]
- 2016 — «Stenkenstolz» (сингл)
- 2023 — «Trollwald»